# Martin Bruce Bayer
Martin Bruce Bayer (1935 ) es un botánico, y explorador sudafricano; y curador del Jardín botánico Karoo de Worcester (Sudáfrica). Ha trabajado extensamente con el género Haworthia de Sudáfrica y del mundo.

## Algunas publicaciones

### Libros
- 1999. Haworthia revisited: a revision of the genus. Ed. Umdaus Press. 250 pp. ISBN 1919766065

- 2004. New Haworthia species/combinations published subsequent to Haworthia revisited. Nº 7 de Alsterworthia international: Special issue. Ed. Mays. 35 pp. ISBN 0953400484

- 2002. Haworthia update: essays on Haworthia. Volumen 1 de Essays on Haworthia. Ed. Umdaus Press. 64 pp. ISBN 1919766219

## Honores

### Epónimos
- (Aloaceae) Haworthia bayeri J.D.Venter & S.A.Hammer[3]
- (Asclepiadaceae) Huernia bayeri L.C.Leach[4]
- (Asparagaceae) Asparagus bayeri (Oberm.) Fellingham & N.L.Mey.[5]

- La abreviatura «M.B.Bayer» se emplea para indicar a Martin Bruce Bayer como autoridad en la descripción y clasificación científica de los vegetales.[6]